# カケコム
株式会社カケコムは、東京都港区に本社を置く日本の法律ポータルサイト運営会社。
弁護士や法律事務所の検索サービス、法律相談のネット予約サービスを提供している。

## 沿革
- 2016年5月 - 森川照太が、東京都渋谷区に株式会社ST Bookingを設立。留学マッチングサービスの提供を行う
- 2016年9月 - 緊急性が高いトラブルの解決プラットフォーム 「ジコナラ」をリリース。
- 2017年9月 - ジコナラのリニューアル版として、「最速で、悩むを晴らす。」トラブル解決プラットフォーム「カケコム」をリリース。
- 2019年9月 - 株式会社ST Bookingを株式会社カケコムに商号変更。
- 2021年 - 弁護士のネット予約サービスをリリース。
- 2022年10月 - 「カケコム」弁護士ネット予約にサービス名をリニューアル。タクシーCM放送。